# 罗森海姆县
罗森海姆县（Landkreis Rosenheim）是德国巴伐利亚州的一个县，隶属于上巴伐利亚行政区，首府罗森海姆。

## 華語譯名
由於兩岸對於德國行政區「Landkreis」翻譯的不同，台灣稱為「郡」；中國大陸稱為「縣」。

## 地理
罗森海姆县与米斯巴赫县、慕尼黑县、埃伯斯贝格县、因河畔米尔多夫县和特劳恩施泰因县相邻，南面与奥地利蒂罗尔州的库夫施泰因区接壤，罗森海姆市完全被罗森海姆县包围在内。